# Karneval (film)
Karneval er en dansk stum dramafilm  fra 1908 produceret af Nordisk Films Kompagni og instrueret af Viggo Larsen.

## Handling
Denne artikel mangler et handlingsreferat. Hjælp os med at skrive det.

## Medvirkende
- Henry Seemann
- Agnes Nørlund
- Knud Lumbye
- Lily Jansen
- Viggo Larsen